# Бругада, Педро
Педро Бругада (род. 11 августа 1952 года, Жирона, Каталония, Испания) — испанский и бельгийский кардиолог и электрофизиолог. Его именем (а также именем его брата Жозепа Бругады) назван «синдром братьей Бругада», редкое, как правило, генетическое заболевание, характеризующееся изменениями на ЭКГ и повышенным риском внезапной сердечной смерти.

## Биография
Педро Бругада был первым из четырех детей Рамона Бругады (1925-1999) и Пепиты Бругады. C 1969 по 1975 год обучался медицине в Университете Барселоны. С 1979 по 1980 год пребывал в Университете Лимбург и проводил исследования. В 1982 году защитил докторскую степень в области кардиологии и электрофизиологии. С 1982 по 1990 год он руководил лабораторией клинической электрофизиологии Университетской клиники в Маастрихте, с 1988 по 1990 в том же учреждении был также начальником отдела ишемической болезни сердца. В 1991 году Педро Бругада переехал в Алст, Бельгия. C 2006 года возглавляет Heart Rhythm Management Centre в Брюсселе. В 1992 году братья Педро и Хосеп Бругада впервые описали у 8 больных клинико-электрокардиографический синдром, характеризовавшийся семейными случаями синкопальных состояний или внезапной сердечной смертью, полиморфной желудочковой тахикардией, переходящей в фибрилляцию желудочков и специфическими изменениями электрокардиограммы.